# Источни Тимор на Зимским олимпијским играма 2018.
Источни Тимор је у свом другом учешћу на Зимским олимпијским играма у Пјонгчангу (Јужна Кореја) учествовао са једним апласким скијашем.
Источни Тимор је остао у групи земаља које нису освојиле ниједну медаљу.
Заставу Источног Тимора на свечаном отварању Олимпијских игара 2018. носио је једини такмичар Јохан Гут Гонсалвес.

## Учесници по спортовима
| Спорт          | Мушкарци | Жене | Укупно |
| -------------- | -------- | ---- | ------ |
| Алпско скијање | 1        | 0    | 1      |
| Укупно (1)     | 1        | 0    | 1      |

## Алпско скијање
Тимор-Лесте је имао једног квалификованог спортисту за учешће на ЗОИ 2018.. Јохан Гут Гонсалвес, је представљао Источни Тимор и на Зимским играма у Сочију.
| Скијаш              | Дисциплина | 1. вожња | 1. вожња | 2. вожња | 2. вожња | Укупно време | Укупно време | Укупно време |
| Скијаш              | Дисциплина | Време    | Поз.     | Време    | Поз.     | Време        | Заостатак    | Плас./учес.  |
| ------------------- | ---------- | -------- | -------- | -------- | -------- | ------------ | ------------ | ------------ |
| Јохан Гут Гонсалвес | слалом М   | НЗ       | НЗ       | НЗ       | НЗ       | НЗ           | НЗ           |              |